# Hipogeu de Torre del Ram
L'hipogeu de Torre del Ram, a la urbanització de Cala en Blanes, és un hipogeu funerari de l'edat del bronze. Aquest espai s'hauria utilitzat com a lloc d'enterrament col·lectiu, on s'anirien dipositant, a mesura que morien, els membres d'una família o petita comunitat. Tot el seu contingut es devia buidar segles enrere per tal d'aprofitar l'espai com a refugi per al bestiar, de forma que no sabem res sobre el nombre d'individus que s'hi van enterrar, l'aixovar funerari o la cronologia. Tot i així, sobre la base de la seva semblança amb altres sepulcres dels quals se'n coneix la cronologia, és possible que estigués en ús, aproximadament, entre els anys 1700 i el 1400 aC.

## L'estructura

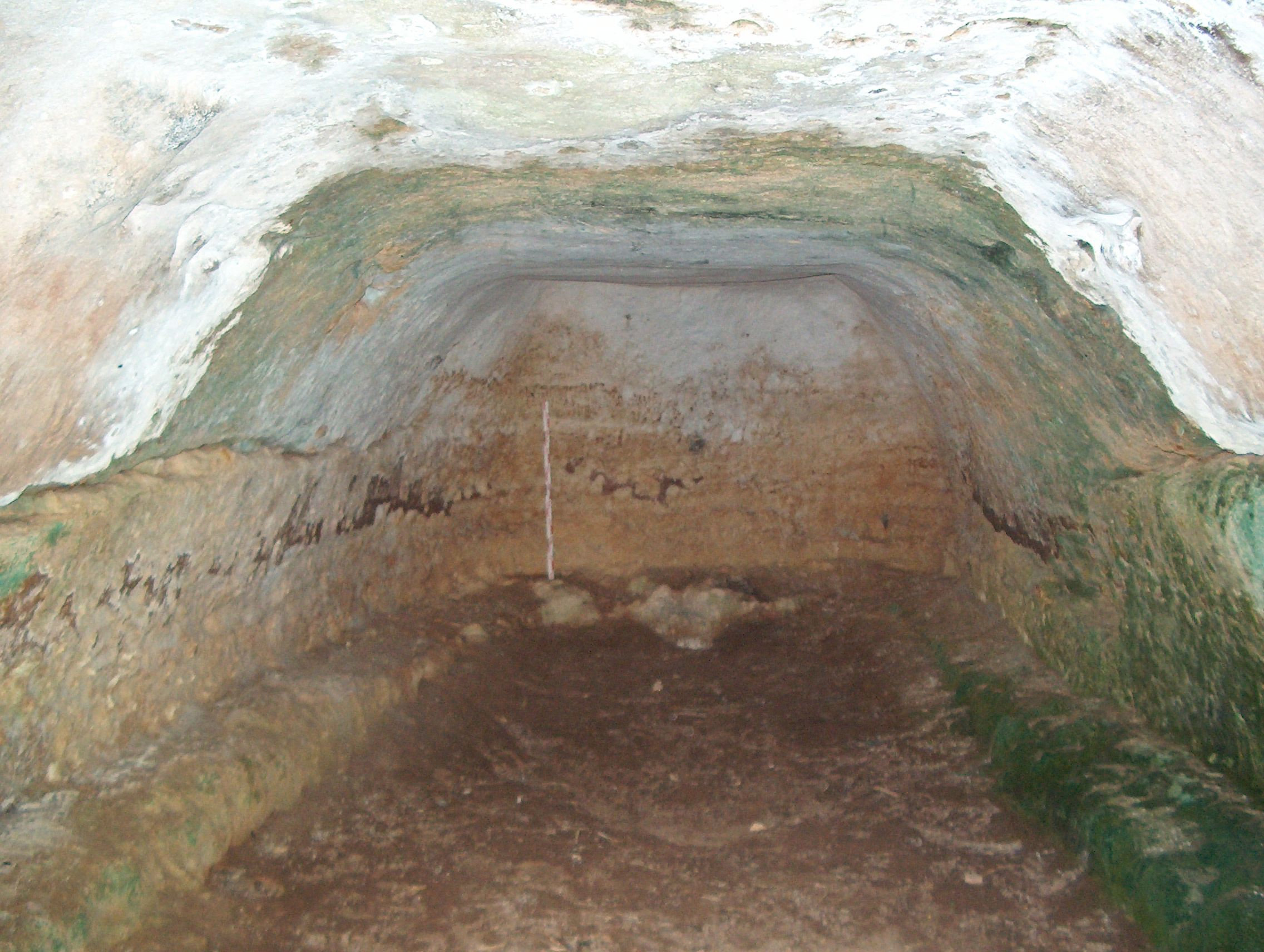
Vista de l'interior de la cambra de l'hipogeu

Es tracta d'un sepulcre de cambra rectangular allargada, a la qual s'accedeix per un corredor lleugerament escalonat. A l'interior es conserva un banc corregut, al voltant de tot el perímetre de la cambra. L'hipogeu conserva part de la galeria de pedres que cobriria, a manera de túmul, part del corredor i l'entrada de la tomba, formada per blocs d'aparell ciclopi. El corredor té una llargària de 2,60 m. La cambra fa 8,80 m de llarg, 2,50 m d'ample i 1,95 m d'alt.

## Els gravats a la pedra
A l'interior destaquen uns gravats que representen, de manera esquemàtica, tres naus de vela i altres figures sense identificar. Alguns autors han donat molta importància a aquests gravats, ja que podrien representar vaixells de l'edat del bronze. Aquesta cronologia, però, és molt discutida i no es pot confirmar que siguin tant antics, ja que fins i tot podria tractar-se de gravats medievals o d'època moderna.